# Soudní komisař
Soudní komisař je osoba pověřená provedením některých úkonů v civilním soudním řízení jménem soudu. Typickým (a možná jediným) příkladem je notář, který jako soudní komisař provádí všechny nebo jen některé úkony v řízení o dědictví.

## Česká právní úprava
Soudní komisař, resp. notář musí být na základě ustanovení § 7 odst. 1 notářského řádu občan České republiky. Dále musí mít plnou svéprávnost, vysokoškolské právnické vzdělání, bezúhonnost, minimálně pětiletou notářskou praxi a musí složit notářské zkoušky.
Před zavedením novelizované právní úpravy dědického řízení bylo rozhodnutí dědického řízení převážně na soudech, po roce 2000 a zejména po zavedení nové právní úpravy v zákoně o zvláštních řízeních soudních je tato pravomoc přiřčena soudnímu komisaři, což celý proces urychluje. Téměř všechny úkony soudu prvního stupně v řízení o pozůstalosti tedy provádí jako soudní komisař ten notář, kterého tím soud pověřil. K tomu dojde tak, že po úmrtí člověka se tuto informaci dozví matrika v místě jeho obvyklého bydliště, která vyrozumí nejbližší okresní soud, jenž bude nadále působit jako pozůstalostní soud. Soud poté pověří určitého notáře, který má příslušnou oblast ve své působnosti, a ten pak v daném pozůstalostním řízení působí jako soudní komisař.
Odměna notáře jako soudního komisaře se určuje dle vyhlášky Ministerstva spravedlnosti č. 196/2001 Sb., o odměnách a náhradách notářů, správců pozůstalosti a Notářské komory České republiky (notářský tarif).

## Historie

### 19. století
V tomto období byl zaveden notářský řád, kde byl zmocněn notář, jakožto soudní komisař. Ten pak mohl vydávat úkony, které ovšem nebyly podmíněny předchozím soudním rozhodnutím. Mohl tedy sepisovat rozvrh jmění, pozůstatky, výkazy, ale neměl rozhodující pravomoc.

### 20. století
Do roku 1951 nedošlo ke změnám v pověřování soudních komisařů. Nadále šlo o pověření v oblasti úkonů kolem dědického řízení, ale rozhodnutí nadále vydával soud. Změnu přinesl až zákon č. 116/1951 Sb., o státním notářství, a prováděcí nařízení ministra spravedlnosti č. 117/1951 Sb. Zde došlo k tomu, že veškeré záležitosti okolo dědictví mohou řešit soudní komisaři. 

### Rok 1993
„Dnem 1. 1. 1993 došlo k privatizaci notářství, notáři přestali být státními zaměstnanci, a agenda dědického řízení přešla na soudy.“ Ke změně došlo přijetím zákona č. 264/1992 Sb.
Do roku 2000 nebyl soudní komisař oprávněn vydávat žádná rozhodnutí, po tomto roce s novelou č. 30/2000 Sb. může soudní komisař vydávat usnesení.